# Staustufe Cannstatt
Die Staustufe Cannstatt ist eine Staustufe des Neckars im Stuttgarter Stadtteil Bad Cannstatt und besteht aus einer Doppelschleuse am rechten Ufer, einem von Paul Bonatz geplanten Wasserkraftwerk am linken Ufer und einem zweifeldrigen Wehr in der Mitte. Die Schleuse wird von der Fernbedienzentrale in der Staustufe Obertürkheim fernbedient.

## Aufbau

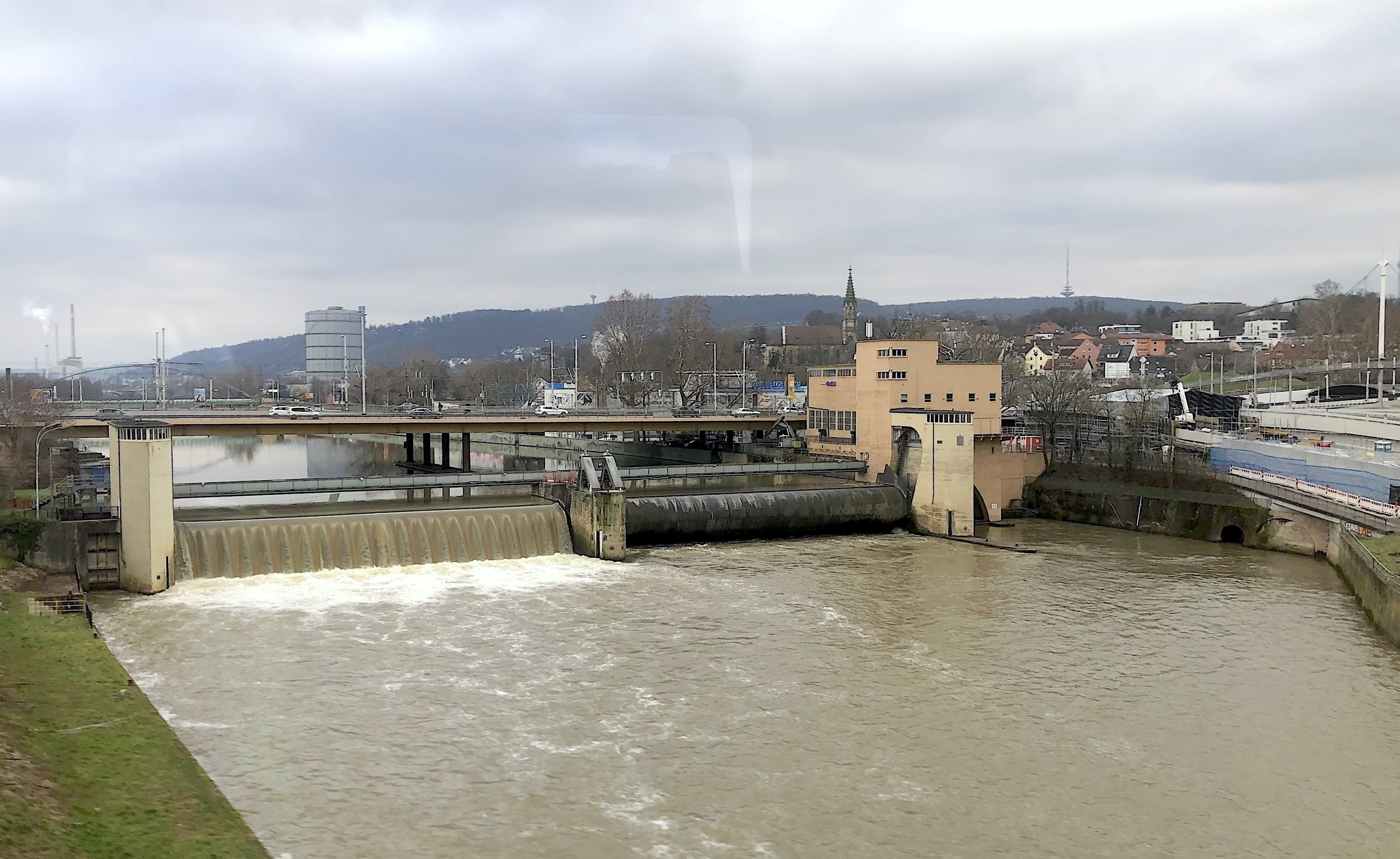
Wehr und Wasserkraftwerk

1919/20 wurde nach langen Vorplanungen der Bau des Neckarkanals in Angriff genommen. Im Zuge dieser Maßnahmen entstand 1927 bis 1930 auch die Staustufe Stuttgart-Cannstatt mit Wehr und Kraftwerk. Das Wehr besteht aus zwei Walzen, von welcher die rechte eine aufgesetzte Klappe zur Feinregulierung hat. Die dazugehörige Doppelkammerschleuse wurde erst 1955–1958 im Rahmen des Ausbaus des Neckars errichtet. Sie wurde aufgrund der Platzproblematik an dieser Stelle (zwei Brücken, Bebauung, Quellen) zwischen die dortige Bahn- und Straßenbrücke eingebaut. Flussaufwärts wurden Tore der gleichen Bauweise wie in der Staustufe Poppenweiler verbaut. Die flussabwärts gelegenen Tore sind aus Platzgründen Hubdrehtore, die beim Öffnen zunächst angehoben werden, bevor sie verschwenkt werden. Sie sind mit Gegengewichten versehen und werden durch einen Elektrohubzylinder über Gelenkzahnstangen bewegt.

## Lage
Die Staustufe Cannstatt ist vom Rhein aus gesehen die 22. Anlage.